# Manson (Iowa)
Manson es una ciudad ubicada en el condado de Calhoun en el estado estadounidense de Iowa. En el Censo de 2010 tenía una población de 1690 habitantes y una densidad poblacional de 205,45 personas por km².

## Geografía
Manson se encuentra ubicada en las coordenadas 42°31′42″N 94°32′25″O / 42.52833, -94.54028. Según la Oficina del Censo de los Estados Unidos, Manson tiene una superficie total de 8.23 km², de la cual 8.23 km² corresponden a tierra firme y (0%) 0 km² es agua.

## Demografía
Según el censo de 2010, había 1690 personas residiendo en Manson. La densidad de población era de 205,45 hab./km². De los 1690 habitantes, Manson estaba compuesto por el 99.23% blancos, el 0% eran afroamericanos, el 0.24% eran amerindios, el 0% eran asiáticos, el 0% eran isleños del Pacífico, el 0.18% eran de otras razas y el 0.36% pertenecían a dos o más razas. Del total de la población el 0.83% eran hispanos o latinos de cualquier raza.